# AS Rosador
El AS Rosador es un equipo de fútbol de Mayotte que juega en la Primera División de Mayotte, la máxima categoría de fútbol en el país.

## Historia
Fue fundado en el año 1976 en la ciudad de Passamaïnty y es el club más ganador de la Primera División de Mayotte con 10 títulos de liga, aunque también han ganado más de 10 títulos de copa local en total, con lo que es uno de los clubes de Mayotte más ganadores junto al FC Mtsapéré.

## Palmarés
- Primera División de Mayotte: 10

1990, 1991, 1993, 1994, 1995, 1997, 1999, 2000, 2001, 2009
- Copa Regional de Francia: 5

1994, 1996, 1997, 1998, 1999
- Copa de Mayotte: 4

1994, 1998, 1999, 2009
- Trofeo de Campeones: 1

2010
- Torneo Interregional: 2

1999, 2000